# Батна
Батна (на арабски: باتنة – Ба̀атна‎) е град и община в Североизточен Алжир. Административен център е на едноименните област, околия и община.
Разположен е в област Батна, на 100 км от град Константин, на около 140 км от Средиземно море и 200 км западно от границата с Тунис. Надморската височина (в центъра) е 1048 м.
Градската агломерация има 289 504 жители; в общината живеят 290 645 души (преброяване, 14 април 2008).
По-голямата част от жителите му говорят арабски и шауийски (от берберските езици, ползват френски.
Недалеч от града се намират руините на древноримските градове Тимгад и Ламбезис (столица на древната държава Нумидия), както и мавзолеят (най-старият мавзолей в Алжир) на берберския крал Медгасен.
Батна е сред градовете в Алжир, където през 1954 г. поредица от събития полагат началото на войната за освобождение на страната. На 1 ноември 1954 г. военни обекти в града са атакувани от отряди на борците за независимост – тази дата днес се чества като начало на Освободителната война на Алжир. До извоюването на независимостта на Алжир в града се намира командването на въстаниците.
Градът е значително разширен от 1992 г. насам. Много търговски центрове и жилища са построени през този период.